# Françoise d'Eaubonne
Françoise d'Eaubonne (Paris, 12 de março de 1920 — 3 de agosto de 2005) foi uma escritora, ativista dos direitos trabalhistas, feminista e ambientalista francesa. Seu livro Le Féminisme ou la Mort (1974) introduziu o termo ecofeminismo. Françoise foi cofundadora da Frente Homossexual de Ação Revolucionária (FHAR), movimento homossexual revolucionário criado em Paris.

## Vida e obra
A mãe de Françoise era professora e filha de um militante carlista. Seu pai era anarco-sindicalista e secretário-geral de uma companhia de seguros. Ambos eram membros do movimento político-religioso Le Sillon. Quando Françoise tinha 16 anos, a Guerra Civil Espanhola eclodiu. Posteriormente, ela escreveu seus sentimentos sobre este período de sua vida na obra Chienne de jeunesse (1965).
Filiada ao Partido Comunista Francês entre 1945–1957; em 1971 foi cofundadora  da Front homosexuel d'action révolutionnaire (FHAR), um movimento revolucionário homossexual estabelecido em Paris. Nesse mesmo ano, assinou o Manifesto das 343 declarando que fez um aborto. Ela é considerada a fundadora do movimento ecológico e social do ecofeminismo.
Em 1972, Françoise criou o Centro de Ecologia-Feminismo (Ecologie-Feminisme) em Paris. Em 1974, publicou o livro Le féminisme ou la mort (Feminismo ou morte), onde introduziu pela primeira vez o termo ecofeminismo. No livro, ela aborda uma conexão inerente que as mulheres compartilham com a natureza, além de incentivar o ativismo ambiental das mulheres. Ela cita a masculinidade tóxica como a causa do crescimento populacional, poluição e outras influências destrutivas sobre o meio ambiente. Muitos estudiosos compartilharam a visão de d'Eaubonne sobre a conexão inerente das mulheres com a natureza. Esses estudiosos incluem Sherry Ortner, Rosemary Radford Ruether, Susan Griffin e Carolyn Merchant .
Seguindo seu lema, "Nem um dia sem linha", Françoise d'Eaubonne escreveu mais de 50 obras, de Colonnes de l'âme (poesia, 1942) a L'Évangile de Véronique (ensaios, 2003). Seu romance histórico Comme un vol de gerfauts (1947) foi traduzido para o inglês como A Flight of Falcons, e trechos de seu ensaio Le féminisme ou la mort (1974) apareceram na antologia New French Feminiss (1974). Ela também escreveu romances de ficção científica, como L'échiquier du temps (1962) e  Le sous-marin de l'espace (1959) .

## Obras publicadas
| Romances - Le cœur de Watteau, 1944 - Comme un vol de gerfauts, prix des lecteurs 1947 - Belle Humeur ou la Véridique Histoire de Mandrin,1957 - J'irai cracher sur vos tombes, 1959 (depois do filme I Spit on Your Grave) - Les Tricheurs, 1959 (depois do filme Les Tricheurs) - Jusqu'à la gauche, 1963 - Les Bergères de l'Apocalypse, 1978 - On vous appelait terroristes, 1979 - Je ne suis pas née pour mourir, 1982 - Terrorist's blues, 1987 - Floralies du désert, 1995 Biografias - La vie passionnée d'Arthur Rimbaud, 1957 - La vie passionnée de Verlaine, 1959 - Une femme témoin de son siècle, Germaine de Staël, 1966 - La couronne de sable, vie d'Isabelle Eberhardt, 1967 - L'éventail de fer ou la vie de Qiu Jin, 1977 - Moi, Kristine, reine de Suède, 1979 - L'impératrice rouge : moi, Jiang King, veuve Mao, 1981 - L'Amazone Sombre : vie d'Antoinette Lix, 1983 - Louise Michel la Canaque, 1985 - Une femme nommée Castor, 1986 - Les scandaleuses, 1990 - L'évangile de Véronique, 2000 | Ensaios - Le complexe de Diane, érotisme ou féminisme, 1951 - Y at-il encore des hommes?, 1964 - Y a-t-il encore des hommes?, 1964** Eros minoritaire, 1970 - Le féminisme ou la mort, 1974 - Les femmes avant le patriarcat, 1976 - Contre violence ou résistance à l'état, 1978 - Histoire de l'art et lutte des sexes, 1978 - Écologie, féminisme : révolution ou mutation ?, 1978 - S comme Sectes, 1982 - La femme russe, 1988 - Féminin et philosophie : une allergie historique, 1997 - La liseuse et la lyre, 1997 - Le sexocide des sorcières, 1999 Poemas - Columns of the soul, 1942 - Rutten, 1951 - Neither place nor meter, 1981 |